# Giovanni Battista Somis
Pour les articles homonymes, voir Somis.
Giovanni Battista Somis (né à Turin, le 25 décembre 1686 – mort dans la même ville, le 14 août 1763) est un violoniste et compositeur italien de l'ère baroque.

## Biographie
Issu d'une famille de musiciens au service des ducs de Savoie, il reçoit son premier enseignement musical de son père Francesco Lorenzo (1663–1736), comme son jeune frère Giovanni Lorenzo. Il part ensuite à Rome se perfectionner auprès de Corelli, de 1703 à 1706, puis, fort probablement, auprès de Vivaldi à Venise. Revenu à Turin, toute sa carrière se déroule en tant que violoniste de la chapelle ducale.
En tant que violoniste, il est à l'origine de l'école française de violon, ayant eu pour élèves les Français Jean-Marie Leclair, Louis-Gabriel Guillemain et Jean-Pierre Guignon, et le Suisse Gaspard Fritz, attirés par sa renommée internationale. Parmi ses élèves italiens, on peut citer le professeur de Viotti, Gaetano Pugnani.
Sa relative sédentarité ne fut jamais un obstacle à sa reconnaissance ; celle-ci fut internationale grâce à ses nombreux élèves, dont les Français. En 1733 (le 2 avril et le 14 mai), il est accueilli au Concert Spirituel de Paris, où il offre une performance violonistique que le Mercure de France loue comme l'« ultime perfection ». Ces concerts ont contribué à le faire passer à la postérité comme ayant le plus fabuleux coup d'archet d'Europe.
L'enseignement de Somis a eu pour effet de transporter la tradition romaine de Corelli vers le Nord de l'Italie et le Piémont, et d'atteindre une renommée qu'il n'a pas pu atteindre en tant que compositeur, en dépit de ses 150 concertos (aujourd'hui perdus pour la plupart), de ses sonates (sonate da camera) et d'un style souvent proche de celui de Leclair. Plus de 80 de ses sonates et trios ont été publiés de son vivant, notamment ses trios de l'opus 5, écrit dans un style galant très ornementé par le recours à des « agrémens » à la française.

## Œuvres
- Opus 1 - 12 sonates de chambre pour violon et basse continue (1717 Amsterdam)
- Opus 2 - 12 sonates de chambre pour violon et basse continue (1723 Turin)
- Opus 3 - 12 sonates de chambre pour violon et basse continue (1725 Turin)
- Opus 4 - 12 sonates de chambre pour violon et basse continue (1726 Paris) dédiées au cardinal Pietro Ottoboni
- Opus 5 -  6 sonates en trio pour deux violons et basse continue (1733 Paris)
- Opus 6 - 12 sonates de chambre pour violon et basse continue (1734 Paris)
- Opus 7 - « Ideali trattimenti da camera » pour deux violons, deux flûtes ou violes (1750 Paris)
- Opus 8 - 6 sonates en trio
- 150 concertos pour violon
- 3 concertos pour 2 violons
- 3 concertos pour flûte
- 1 concerto pour hautbois
- 4 concertos pour trompette
- 75 sonates pour violon et basse continue

## Discographie
- Sonates pour violon, op. 1 – Kreeta-Maria Kentala, violon ; Lauri Pulakka, violoncelle ; Mitzi Meyerson, clavecin (2014, Glossa GCD 921807)
- Opus IV - Marco Pedrona, violon ; ensemble Guidantus (2015, Calliope CAL 1526)